# Лінійне диференційне рівняння зі сталими коефіцієнтами
Лінійне диференційне рівняння зі сталими коефіцієнтами з правою частиною спеціального виду — диференційне рівняння виду 
{\displaystyle a_{n}y^{(n)}+a_{n-1}y^{(n-1)}+\ldots +a_{0}y=f(x)},
де коефіцієнти {\displaystyle a_{n}} - певні сталі, {\displaystyle f(x)} - довільна функція.
Однорідне лінійне диференційне рівняння зі сталими коефіцієнтами 
{\displaystyle a_{n}y^{(n)}+a_{n-1}y^{(n-1)}+\ldots +a_{0}y=0}.

## Розв'язки однорідного рівняння
Розв'язки однорідного лінійного диференціального рівняння зі сталими коефіцієнтами шукаються у вигляді 
{\displaystyle y=Ce^{\lambda x}},
де {\displaystyle \lambda } - комплексне число. Підстановка цієї пробної функції в рівняння дає характеристичне рівняння 
{\displaystyle a_{n}\lambda ^{n}+a_{n-1}\lambda ^{n-1}+\ldots +a_{1}\lambda +a_{0}=0}.
Характеристичне рівняння є алгебраїчним рівнянням n-го степеня і має n у загальному випадку комплексних розв'язків. Якщо серед розв'язків немає кратних, то функції 
{\displaystyle y_{i}(x)=e^{\lambda _{i}x}},
є лінійно-незалежними і загальний розв'язок однорідного диференційного рівняння записується у вигляді 
{\displaystyle y(x)=\sum _{i=1}^{n}C_{i}e^{\lambda _{i}x}},
де {\displaystyle C_{i}} - довільні сталі.
Якщо серед розв'язків є кратні, то 
{\displaystyle y(x)=\sum _{i=1}^{n}P_{k_{i}}(x)e^{\lambda _{i}x}},
де {\displaystyle P_{k_{i}}(x)} - поліном степеня, не вищого за k, де k - кратність i-го кореня. 

## Розв'язування неоднорідного рівняння
Загальний розв'язок лінійного диференціального рівняння є сумою лінійної комбінації лінійно незалежних розв'язків однорідного рівняння і одного часткового розв'язку неоднорідного рівняння. Існує кілька методів знаходження часткових розв'язків неоднорідного рівняння. 
Наприклад, виконавши перетворення Лапласа над правою та лівою частинами рівняння, можна отримати алгебраїчний вираз для образу шуканої функції, а оберненим перетворенням Лапласа відтворити вигляд самої функції. 